# Ethel Turner
Ethel Turner (Puerto Argentino, 1868 - Buenos Aires, 1918) fue una mujer argentina nacida en las islas Malvinas. Se casó con Carlos María Moyano, primer Gobernador del Territorio Nacional de Santa Cruz. Al ser primera dama del territorio y nacer en las islas, ayudó a su marido para que colonos malvinenses de origen británico se instalasen en Santa Cruz en las primeras localidades y estancias ovinas.

## Biografía

### Primeros años
Ethel nació en las Malvinas en 1868. Tenía una hermana mayor, llamada Rose, nacida en 1866. Era protestante y de ascendencia inglesa. Su tío fue gobernador colonial británico establecido en las Malvinas. Su madre, de apellido Felton, había fallecido cuando Ethel tenía 13 años de edad, siendo criada en el hogar de su tío en la capital isleña.

### Santa Cruz

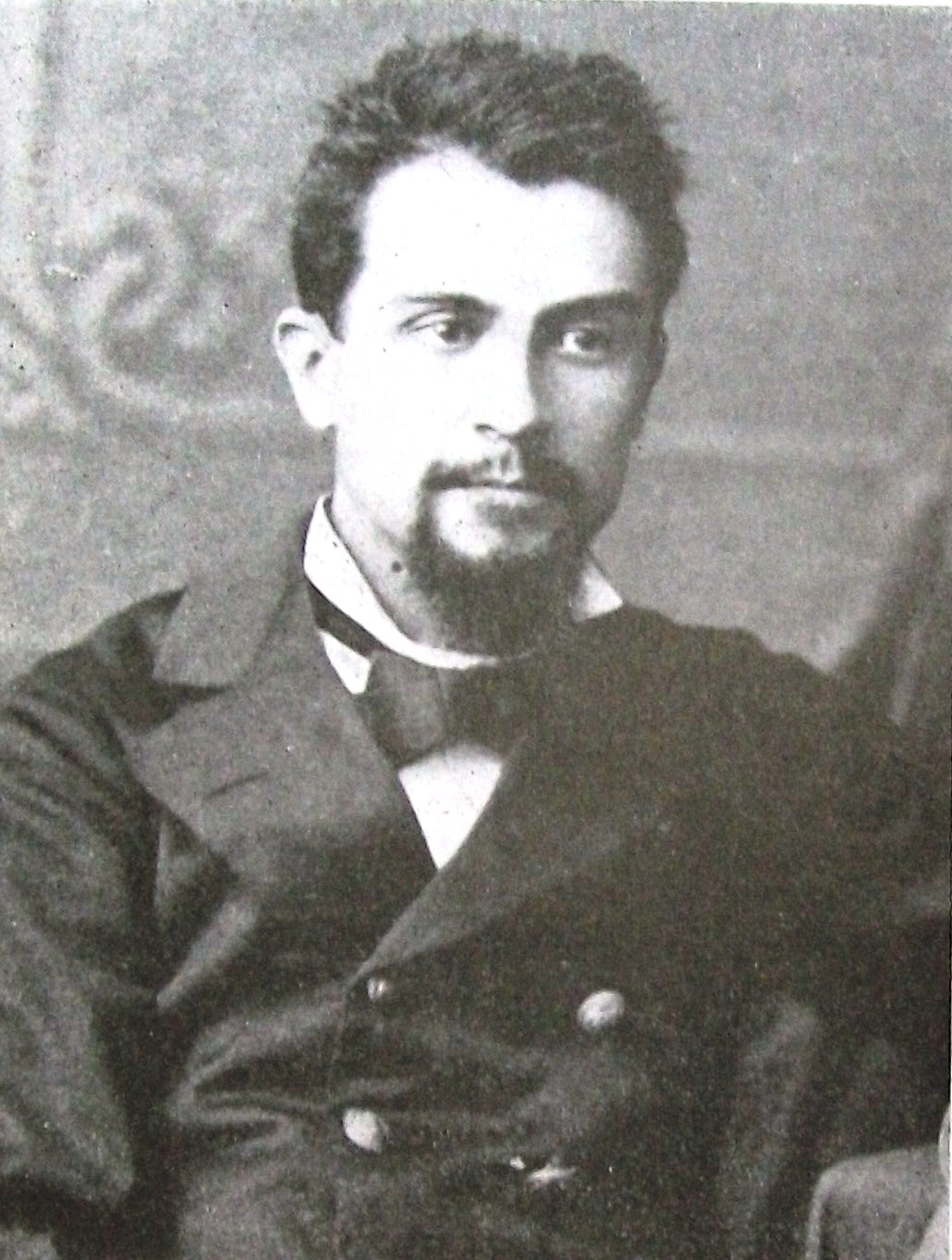
Carlos María Moyano.

En 1884, Moyano, militar argentino, fue nombrado primer gobernador del Territorio Nacional de Santa Cruz (luego provincia de Santa Cruz). Tras organizar las localidades de Puerto Santa Cruz, Río Gallegos y Puerto Deseado, trató de entusiasmar a inversores para colonizar esa región. En 1885 hizo un viaje a las Malvinas, donde compró ovejas y carbón. El entonces presidente Julio Argentino Roca le había dado instrucciones para que procurase atraer a agricultores malvinenses para establecerse en Santa Cruz. La decisión se debió por la proximidad y coincidencia de clima y pastos. Moyano viajó varias veces al archipiélago, logrando éxito su tarea de poblar Santa Cruz con colonos malvinenses y trasladar ovejas para su cría. La primera migración involucró a 16 familias (unas 80 personas) que montaron 27 estancias y que abandonaron las islas para siempre por la presión ejercida por la empresa monopólica británica Falkland Islands Company.
En sus viajes a las islas también conoció a una joven malvinense, Ethel Turner. En su primer viaje a Malvinas, Moyano había comprado seiscientas ovejas a un próspero comerciante y granjero inglés, que resultó ser el padre de Ethel. Ethel y Moyano contrajeron enlace el 15 de septiembre de 1886 en Puerto Santa Cruz. Ethel apenas tenía 18 años y Carlos, 32. Su boda fue la segunda de gente blanca celebrada en el territorio santacruceño y estuvo fuera de lo común para la zona y época. De la boda no existen crónicas ni documentos de época, salvo la constancia del casamiento en el folio dos del libro de actas inaugurado al efecto.
Moyano, luego de conocerla en la capital isleña, le había pedido matrimonio cuando ella tenía recién 16 años, por lo que el compromiso formal debió esperar dos años hasta Ethel alcanzó la mayoría de edad. Antes de la fecha de la boda los familiares de Ethel y otros invitados malvinenses viajaron hacia Santa Cruz en el vapor ARA Villarino de la Armada Argentina. Entre los regalos a la pareja hubo dos quillangos elaborados por los Tehuelches locales: uno de grandes dimensiones confeccionado con pieles de zorros, que cubría el piso de una habitación de regulares dimensiones, y otro más chico, pero confeccionado con pieles de crías de ñandú. Relatos de boda también cita oro en polvo como uno de los regalos.
Los recién casados fueron a Buenos Aires en viaje de bodas. Recalaron un mes en Carmen de Patagones, luego hasta el río Colorado donde el gobierno nacional le había asignado unas tierras a Moyano por sus labores militares. Allí Moyano formó la estancia La Etelvina, en homenaje a su esposa.
El matrimonio tuvo dos hijos, un varón y una mujer (Juan Luis y María Clarisa). Ethel no rompió los lazos con su tierra de origen ya que su familia le escribía con frecuencia, contándole los acontecimientos las islas y mandándole la gaceta oficial y el periódico que publicaba el deán local. Ethel viajó a las islas de visita solo una vez, en 1889.
Ethel murió en Buenos Aires en 1918, a los 50 años edad y ocho años después del fallecimiento de su marido.

## Legado
El matrimonio de Moyano con Ethel facilitó la adquisición de grandes latifundios a súbditos británicos en Santa Cruz, fomentando la inmigración desde las islas. Moyano y Ethel residieron en Puerto Santa Cruz, cuyas primeras edificaciones fueron hechas con materiales traídos desde las Malvinas. De aquellos tiempos datan los pioneros malvinenses Dickie, Duncan, Fell, Felton, Halliday, Hamilton, Mac George, Mackenzie, Patterson, Rudds, Saunders, entre otros. Hipólito Solari Yrigoyen resumió la política migratoria de Moyano completando el estado de algunos pobladores isleños diciendo que estaban «guiados por un sentido práctico», y que «habían terminado por comprender que la unión de las islas con la Patagonia era un hecho racional, beneficioso y hasta inevitable».
James Douglas Lewis, político santacruceño nacido en Puerto Argentino/Stanley, dijo en 2007 ante el Comité de Descolonización de las Naciones Unidas:

Es interesante conocer que el capitán Carlos María Moyano (primer gobernador del Territorio de Santa Cruz, cuyos restos descansan en esta ‘capital histórica’ de Puerto Santa Cruz), se casó con una isleña: Ethel Turner, lo que refleja el gran acercamiento de las islas con el continente en esos tiempos. Esta fue la segunda boda celebrada en el territorio nacional de Santa Cruz. Muchos isleños se destacaron y tanto ellos como sus familias siguen siendo muy respetados como integrantes plenos de la comunidad. Mi caso es similar, y en un país generoso como la Argentina, tanto yo, como miles de inmigrantes, se han podido desarrollar siguiendo sus costumbres y creencias en libertad y armonía con el resto de los habitantes.

Actualmente, los descendientes de Ethel conservan las cartas familiares escritas entre las décadas de 1880 y 1890, que presentan una descripción detallada de la vida cotidiana en las Malvinas en esa época. Algunos descendientes del matrimonio han participado junto a la delegación argentina ante el Comité de Descolonización de las Naciones Unidas en Nueva York en los reclamos anuales de la Argentina.
En septiembre de 2014 se realizó en la sede de la Universidad Nacional de la Patagonia Austral de Río Gallegos la Jornada Patagónica sobre la Cuestión Malvinas, coincidiendo con el 129.º aniversario del enlace entre Carlos María Moyano y Ethel Turner. Ese día se presentó y se dio inicio al proyecto de investigación participativa «Enlace Malvinas. Raíces del Futuro», apuntado a recuperar y poner en valor los lazos históricos, culturales y de sangre entre las islas y la Patagonia Argentina. En el evento, la universidad entregó una copia del acta del matrimonio a Mercedes Moyano, bisnieta de Ethel. Mercedes presentó las cartas que Ethel recibía de su familia isleña.